# Всё дело в брате
«Всё дело в брате» — советский художественный полнометражный цветной фильм, снятый режиссёром Валентином Горловым на киностудии имени М. Горького в 1976 году.

## Сюжет
В одной семье растут два совершенно разных сына. Младший, Фрол Калиткин, примерный семиклассник, победитель олимпиад, первый ученик. А старший, Андрюша, — лоботряс, бездельник и пижон. За воспитание брата берётся «правильный» Фрол.

## В ролях
- Роман Мадянов — Фрол Калиткин
- Юрий Дуванов-мл. — Андрей Калиткин
- Наталья Сеземан — Виолетта
- Елизавета Никищихина — Елизавета Михайловна, учительница
- Элеонора Шашкова — Нина Александровна Калиткина, мама Фрола и Андрея
- Марина Горлова — Ирина
- Владимир Грамматиков — Лукьянов, писатель
- Вадим Мадянов — Галушка
- Николай Горлов — председатель приёмной комиссии в цирковом училище
- Галина Кравченко — член приёмной комиссии в цирковом училище
- Георгий Светлани — член приёмной комиссии в цирковом училище
- Константин Бутаев — абитуриент в цирковом училище